# Gonçalo Álvares
Gonçalo Álvares ([gõˈsalu ˈaɫvɐɾɨʃ];* im 15. Jahrhundert; † 1524) war ein portugiesischer Seefahrer und Entdecker.

## Person
Über Gonçalo Álvares ist außer seinen Beteiligungen an Entdeckungsreisen nichts bekannt. Ein weiterer Gonçalo Álvares war zwischen 1568 und 1572 Visitator von Indien, der während eines Taifuns vor Kyūshū am 23. Juli 1573 zu Tode kam. Es handelte sich um eine andere Person, da der hier behandelte Seefahrer bereits 1524 verstorben war.

## Entdeckungsreisen

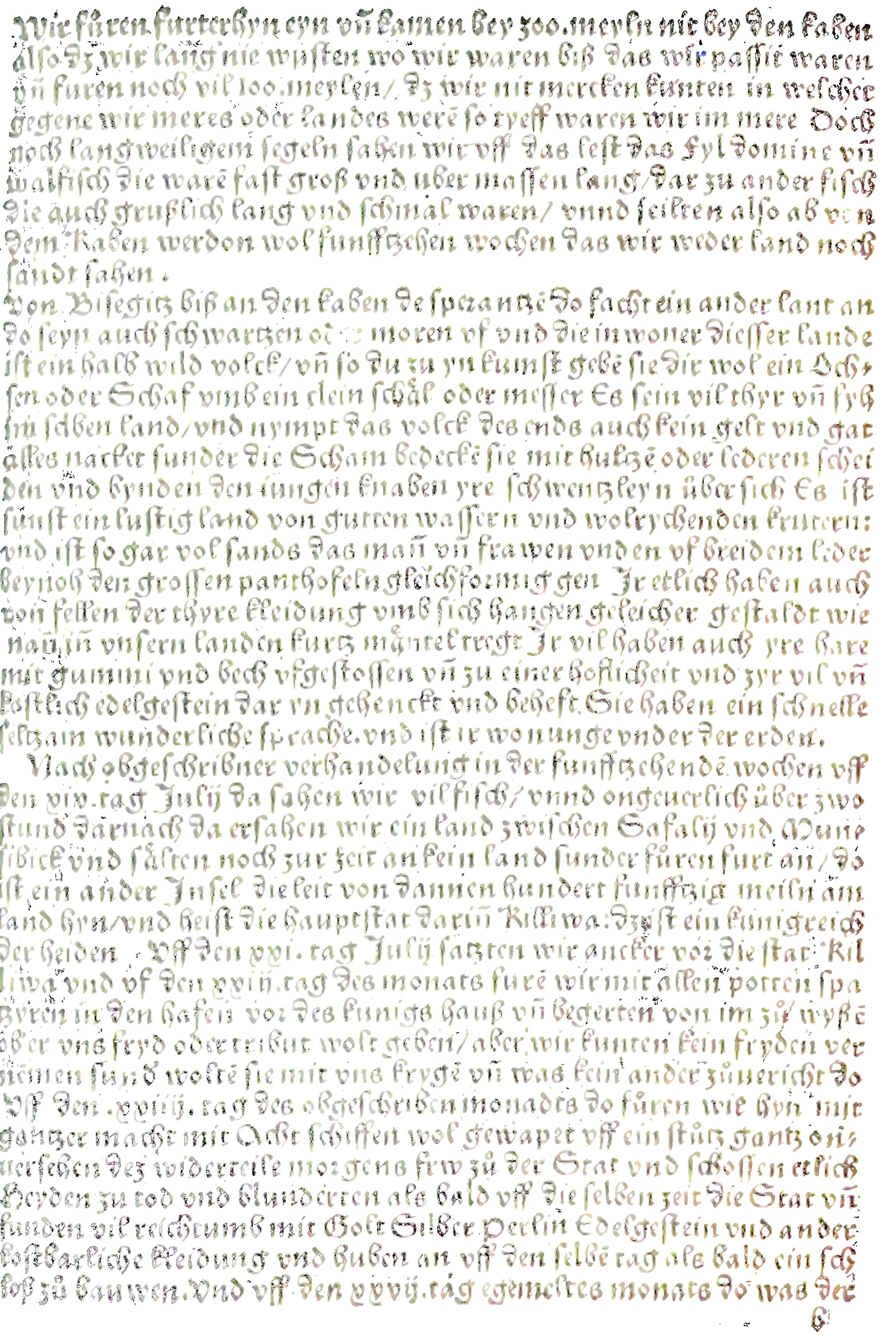
Balthasar Springer: Reisebericht aus 1509 über Kilwa Kisiwani („Killiwa“), S. 13

Gonçalo Álvares unternahm drei Entdeckungsreisen:
Erste Entdeckungsreise
März 1485 (Lissabon) – Ende 1486/Anfang 1487 (Lissabon): Unter Generalkapitän Diogo Cão gelangte die aus zwei Karavellen bestehende Expedition bis zur Mündung des Kongo. Am 18. Januar 1486 drang die Flotte bis zum Cape Cross vor, wo sie ein Padrão setzte. Mit der Walfischbucht (portugiesisch Ponta dos Farilhoes) erreichte die Armada wohl den südlichsten Punkt ihrer Entdeckungsreise. In der um 1490 entstandenen Karte des Henricus Martellus Germanus steht an dieser Stelle der Vermerk „hic moritur“ (deutsch „stirbt an dieser Stelle“). Ob Cão hier verstarb oder damit lediglich das Ende der Reise gemeint war, ist umstritten. Historiker wie João de Barros gingen davon aus, dass Cão auf der Rückreise den kongolesischen König besuchte. Einige Autoren berichten davon, dass Cão nach 19 Monaten nach Portugal zurückkehrte. Jedenfalls ist belegt, dass Cão am 18. Januar 1486 ein Padrão etwa 160 Meilen südlich des Wendepunkts seiner ersten Reise aufstellte. Álvares dagegen ist lebend zurückgekehrt, denn er unternahm noch zwei weitere Reisen.
Zweite Entdeckungsreise
8. Juli 1497 (Restelo) – 9. September 1498 (Lissabon): Unter Generalkapitän Vasco da Gama brachen vier Karavellen auf. Álvares fungierte als Segelmeister auf der von da Gama befehligten São Gabriel. Weitere Kapitäne waren Nicolao Coelho, Paulo da Gama und Gonçalo Nunez (Transportschiff). Erst am 4. November 1497 kam Land nordwestlich des Kap der guten Hoffnung in Sicht. Nach einer Auffrischung der Vorräte wurde die Reise am 16. November 1497 fortgesetzt. Am 25. November 1497 ging die Besatzung in Mossel Bay an Land. Es folgte am 25. Dezember 1497 Quelimane mit einem einmonatigen Aufenthalt. Am 20. Mai 1498 landete die Flotte nahe Calicut an der Malabarküste. Am 9. September 1498 traf da Gama zusammen mit Álvares wieder in Lissabon ein, wo ihnen ein triumphaler Empfang bereitet wurde.
Dritte Entdeckungsreise
März 1505 – Mitte 1510: Manuel I. erteilte Francisco de Almeida den Auftrag, mit 22 Schiffen (darunter 14 Naus und 6 Karavellen) eine Indienreise durchzuführen. Flaggschiff war die São Rafael unter Kapitän Fernão Suarez. Álvares entdeckte wahrscheinlich im Juli 1505 die Gough-Insel, die 1519 erstmals kartographiert wurde. Erst 1731 wurde die nach Álvares benannte Insel wegen erneuter Sichtung und exakter Positionsbestimmung nach Kapitän Charles Gough benannt.
Im Juli 1505 eroberte Francisco de Almeida mit 8 Schiffen die ostafrikanische Hafenstadt Kilwa Kisiwani. Im August 1505 erreichte die Flotte Mombasa, noch im selben Monat nahm eine Karavelle der Flotte unter Kapitän João Homere die Insel Sansibar für Portugal in Besitz. Am 3. Februar 1509 gelang es Almeida in der Seeschlacht von Diu, die vereinigte ägyptisch-arabisch-indische Flotte vernichtend zu schlagen. Am 19. Dezember 1509 verließ die Flotte den Hafen von Cochin. Die Rückreise endete für Francisco de Almeida unerwartet am 1. März 1510, als er bei gewaltsamen Auseinandersetzungen mit den Khoi Khoi an der Küste der Tafelbucht am Kap der guten Hoffnung starb. Der Rest der Flotte kehrte 1510 zurück nach Lissabon. Mit an Bord befand sich ein gewisser Balthasar Sprenger (im Auftrag des Handelshauses Welser), dessen Reisebeschreibung bereits 1509 erschien.

## Weiteres Leben
Bekannt ist lediglich, dass Gonçalo Álvares 1524 an einer Krankheit verstarb.